# Gívrufelli
Gívrufelli è una montagna alta 701 metri sul mare situata sull'isola di Streymoy, la maggiore dell'arcipelago delle Isole Fær Øer, in Danimarca.
È la quarantacinquesima montagna, per altezza, dell'intero arcipelago, e la dodicesima, sempre per altezza, dell'isola.

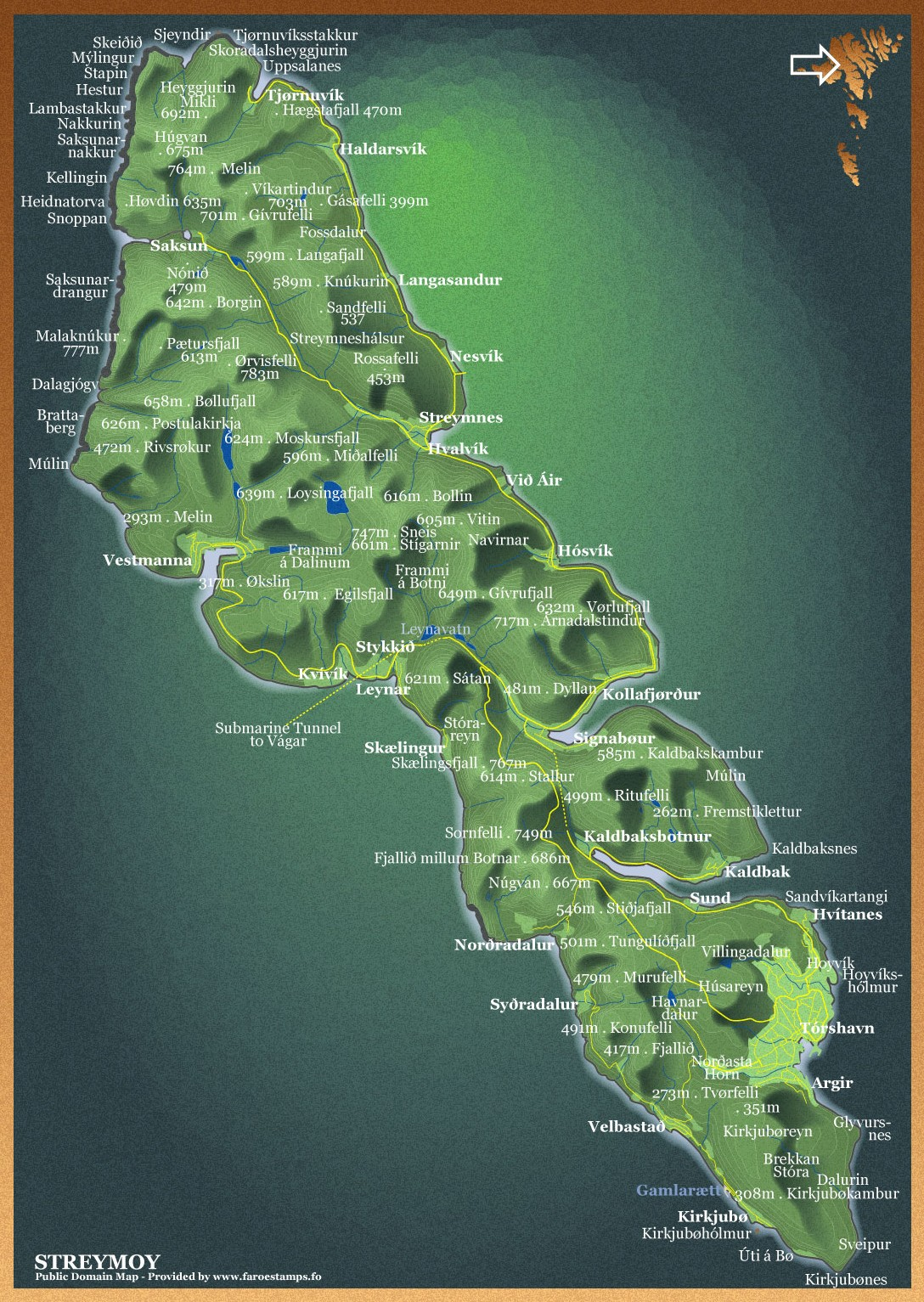
Isola di Streymoy, mappa delle località e delle alture